# Naledi (Noordwest)
Naledi (officieel Naledi Local Municipality) is een gemeente in het Zuid-Afrikaanse district Dr Ruth Segomotsi Mompati.
Naledi ligt in de provincie Noordwest, telt 66.781 inwoners. Er is een gelijknamige gemeente in de provincie Vrijstaat.

## Hoofdplaatsen
Het nationaal instituut voor de statistiek, Stats SA, deelt sinds de census 2011 deze gemeente in in 6 zogenaamde hoofdplaatsen (main place):
Huhudi • Naledi NU • Rekgaritlhile • Stella • Thakwane • Vryburg.

## Stedenband
- Assen (Nederland)